# Scleria neocaledonica
Scleria neocaledonica là loài thực vật có hoa trong họ Cói. Loài này được Rendle miêu tả khoa học đầu tiên năm 1921.